# Rỉ đường

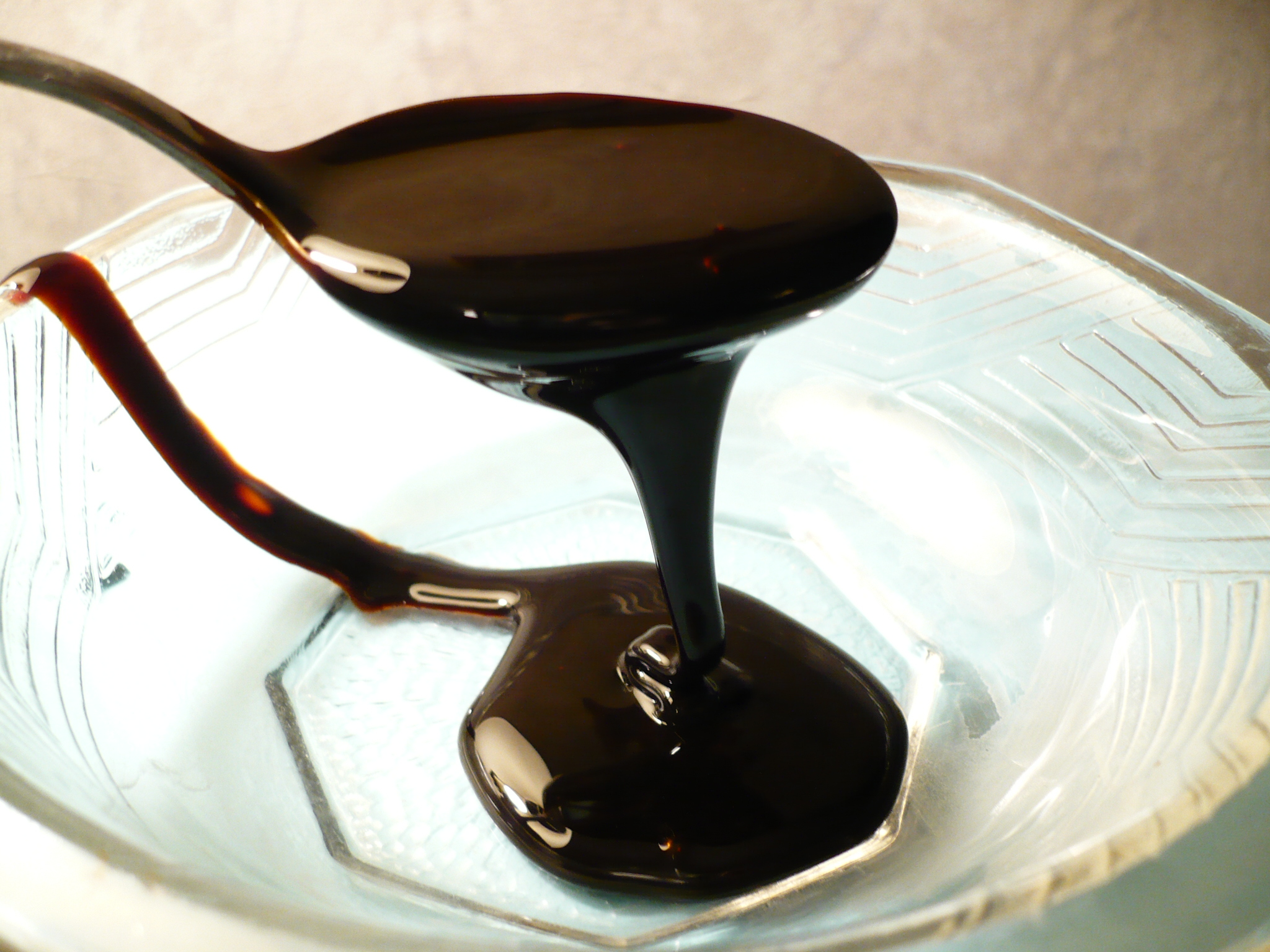
Rỉ đường.

Rỉ đường hay rỉ mật, mật rỉ, mật rỉ đường, còn được gọi ngắn gọn là mật, là chất lỏng đặc sánh còn lại sau khi đã rút đường bằng phương pháp cô và kết tinh. Đây là sản phẩm phụ của công nghiệp chế biến đường (đường mía, đường nho, đường củ cải). Trong tiếng Anh, rỉ mật được gọi là molasses, xuất phát từ tiếng Bồ Đào Nha melaço, là dạng so sánh hơn nhất của mel, từ Latin (và Bồ Đào Nha) của "mật ong". Chất lượng của rỉ đường phụ thuộc vào độ chín của mía hoặc củ cải nguyên liệu, lượng đường chiết được và phương pháp chiết đường.

## Rỉ đường mía

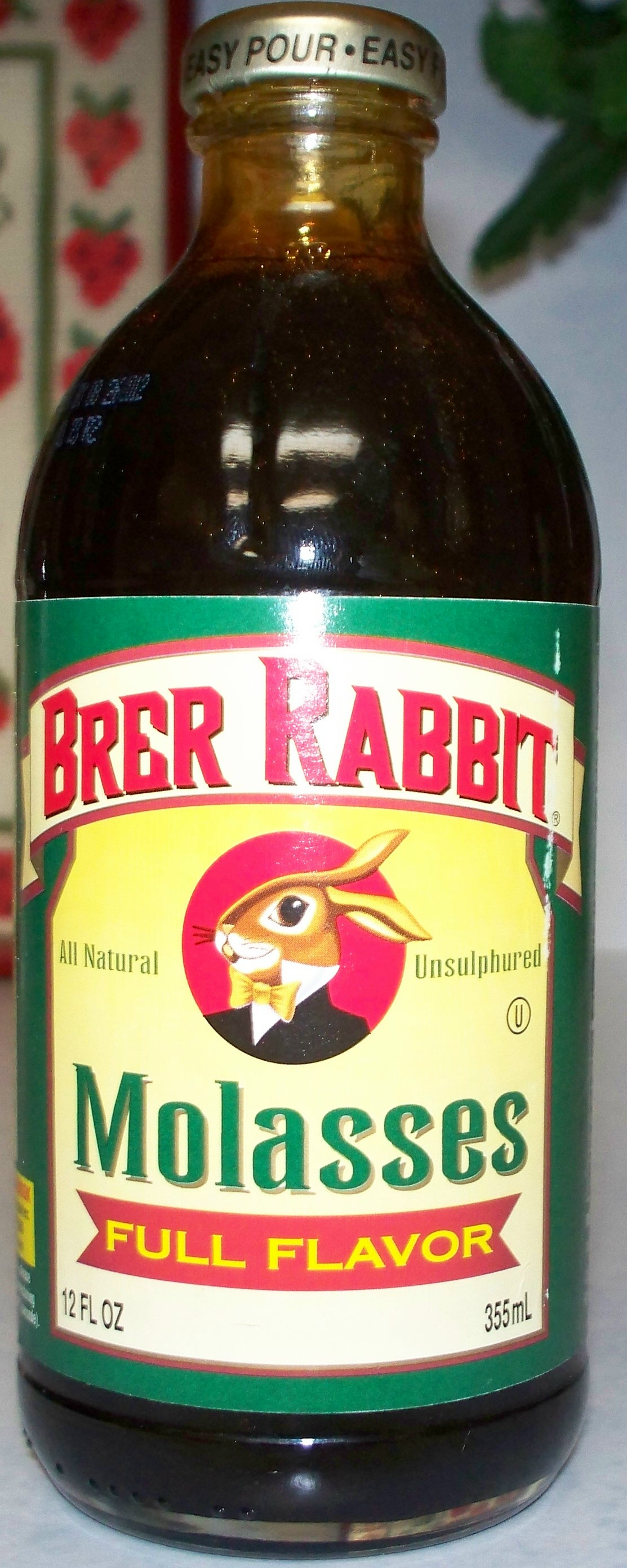
Một chai rỉ đường.

Cây mía sau khi thu hoạch được cắt bỏ lá. Thân mía được nghiền hoặc cắt nhỏ rồi ép lấy nước. Đun sôi nước để cô đặc, đến khi tạo nên các tinh thể đường. Các tinh thể đường được tách ra và phần mật mía tiếp tục được cô. Sau khoảng 3 lần cô đặc, hầu như không thể tạo thêm các tinh thể đường bằng các biện pháp thông thường, chất lỏng còn lại chính là rỉ mật hay rỉ đường.
Khoảng 75% tổng lượng rỉ mật của thế giới có nguồn gốc từ mía (Saccharum officinarum), gần 25% từ củ cải đường (Beta vulgaris). Nói chung, sản lượng rỉ mật bằng khoảng 1/3 sản lượng đường sản xuất, khoảng 100 tấn cây mía đem ép thì có 3-4 tấn rỉ mật được sản xuất.
Trong rỉ đường mía còn một lượng đường nhỏ. Không giống như trong đường tinh luyện, rỉ đường chứa một lượng vết vitamin và một lượng đáng kể một số chất khoáng như calci, magie, kali và sắt, mỗi thìa cà phê rỉ mật có thể cung cấp 20% giá trị hàng ngày cần thiết đối với các khoáng chất này. Rỉ đường được sử dụng trong chế biến thực phẩm và dùng để sản xuất cồn etylic cũng như làm thức ăn cho trâu bò.

## Rỉ đường củ cải
Loại rỉ đường này khác so với rỉ đường mía. Rỉ đường củ cải chứa 50% đường tính theo chất khô, chủ yếu là saccaroza và một lượng đáng kể glucoza và fructoza. Nó cũng là nguồn biotin (vitamin H hay B7) đáng chú ý. Các chất không phải đường khác gồm có các chất khoáng như calci, kali, oxalat và chloride. Rỉ đường củ cải cũng chứa các hợp chất betaine và trisaccarid raffinoza. Các chất này là kết quả của quá trình cô đặc dịch củ cải đường cũng như từ các phản ứng trong quá trình chế biến, làm cho loại rỉ đường này có cảm quan kém hấp dẫn. Vì vậy chúng chủ yếu được dùng làm thức ăn chăn nuôi, trực tiếp hoặc sau khi lên men.
Với kỹ thuật hiện đại ở quy mô công nghiệp, phần được trong rỉ củ cải đường có thể tiếp tục được tách ra. Rỉ đường củ cải cũng được dùng trong sản xuất nấm men.

## Các loại rỉ đường khác

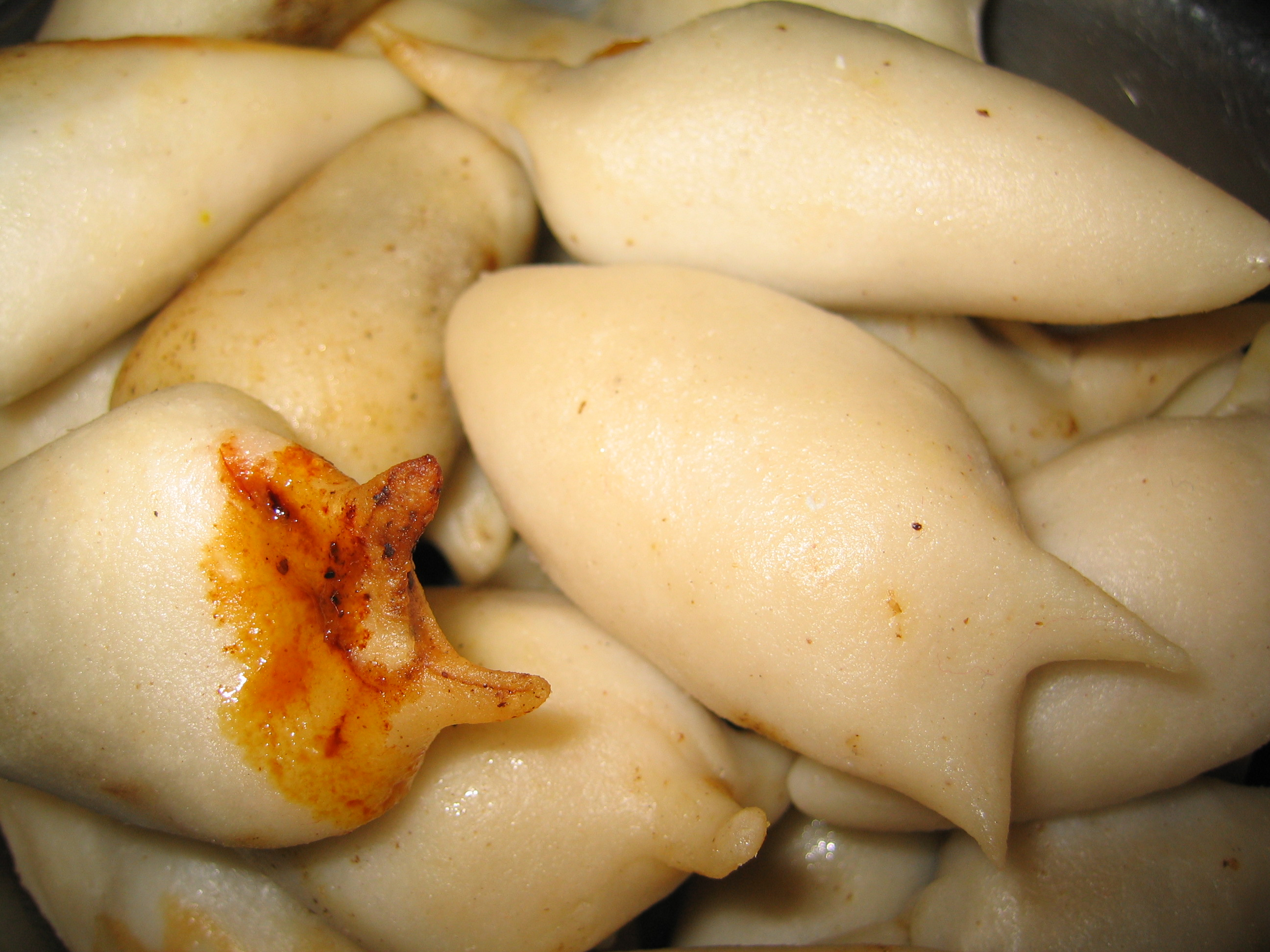
Yomari - bánh mì với bột gạo được nấu với chaku.

Ở miền Trung Á,ngoài mía và củ cải, rỉ đường có thể được sản xuất từ cây carob, nho, chà là, lựu... Ở Nepal, rỉ đường còn được gọi là chaku (Tiếng Nepal Bhasa: चाकु) và là nguyên liệu để làm bánh mì "Yomari" của người Newari.

## Sử dụng

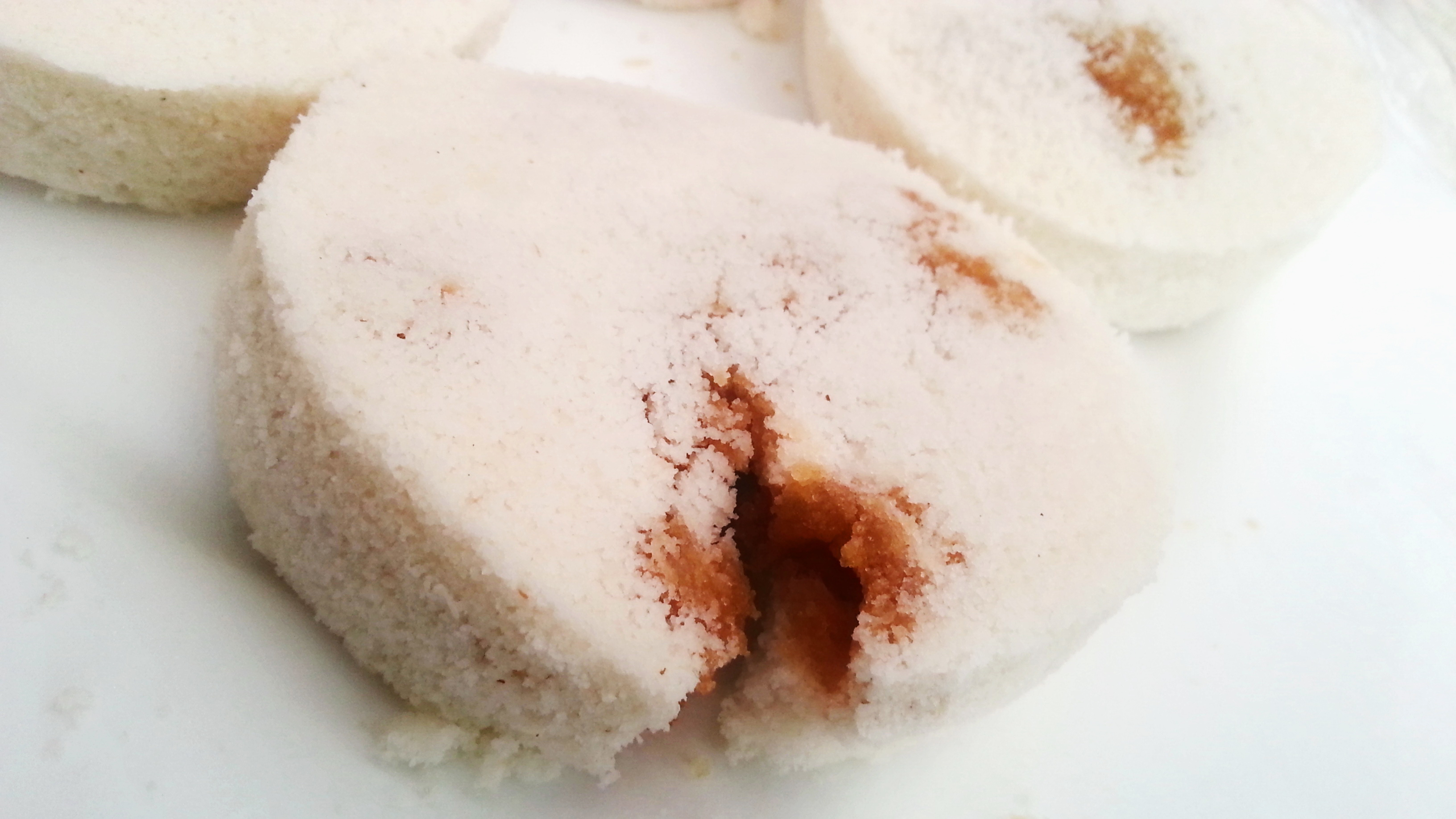
Bhapa Pitha, một loại bánh gạo Bangladesh, thường được trộn với rỉ đường.

Ngoài các sử dụng của từng loại rỉ đường nêu trên, nói chung do tính chất không ổn định, rỉ mật chỉ được dùng làm nguyên liệu hoặc phụ gia thực phẩm đơn giản.
Người Việt Nam gọi rỉ đường từ mía là mật mía. Dùng mật mía để ăn với bánh gio hay nấu các món ăn khác.

### Trong ngành thực phẩm
- Làm nguyên liệu lên men để sản xuất rượu rum.
- Sử dụng trong sản xuất một số loại bia đặc biệt có màu tối.
- Sử dụng để tạo hương cho thuốc lá.
- Dùng để bổ sung sắt cho các đối tượng không dung nạp khoáng chất này trong viên sắt bổ sung.
- Phụ gia trong chế biến thức ăn chăn nuôi.
- Sử dụng làm mồi câu cá.

### Hóa chất
- Là nguồn các bon trong một số ngành công nghiệp.
- Được tẩy trắng bằng magnesi chloride và dùng để làm chất chống tạo băng.
- Sản xuất cồn etylic dùng làm nhiên liệu động cơ.[5]

### Trong công nghiệp
- Làm tác nhân chelat hóa.
- Sử dụng trong sản xuất gạch[6].
- Được hỗn hợp với keo để dùng trong ngành in.

### Trong nông nghiệp
- Bổ sung vào đất trồng để tăng hoạt tính sinh học của đất.[7]
- Sử dụng trong thủy canh để cung cấp dinh dưỡng cho cây trồng, gồm các loại carbohydrat là thành phần chủ yếu cấu tạo nên tế bào thực vật và cây trồng có thể sử dụng nhanh như deoxyribose, lyxose, ribose, xylulose và xylose[8][9].

## Thông tin dinh dưỡng
Mỗi thìa rỉ đường (20 g) chứa 58 Kcal, 14,95 g of carbohydrat và 11,10 g các loại đường sau:
- Sucrose: 5,88 g
- Glucose: 2,38 g
- Fructose: 2,56 g

Rỉ đường không chứa protein, chất xơ và chất béo.

## Thông tin về chất khoáng
Rỉ đường chứa các hàm lượng chất khoáng cao.
- Calci: 400 mg (50% RDA)
- Sắt: 13 mg (95% RDA)
- Magnesium: 300 mg (38% RDA)